# Generation Z
Generation Z er en generationsbetegnelse for personer, som er født i årene mellem 1995 og 2012. Årstalene kan bruges som en retningspil, og ikke eksakt videnskab.
Kendetegnende for generation Z er, at de er:
- Vokset op med internettet
- Klimabevidste og tænker meget på vores individuelle klimaaftryk
- Usikre på fremtiden
- Føler sig sårbare
- Er fællesskabsorienterede
- Går op i diversitet
- Føler sig stresset

Generation Z vil med deres indtog på arbejdsmarkedet stille spørgsmålstegn ved en klassisk hierarkisk organisationsstruktur. Generation Z tiltrækkes af neo-tribalisme (nye stammefællesskaber), hvor værdierne er:
- Frivillighed
- Tillid
- Diversitet
- Interesse
- Lyst
- Åbenhed
- Kreativitet

Kohorten, som løber forud for generation Z, er generation Y, også kaldet millennials.